# Xian de Xunyang
Pour les articles homonymes, voir Xunyang.
Le xian de Xunyang (旬阳县 ; pinyin : Xúnyáng Xiàn) est un district administratif de la province du Shaanxi en Chine. Il est placé sous la juridiction de la ville-préfecture d'Ankang.

## Démographie
La population du district était de 445 934 habitants en 1999.